# Friedrich von Erdingen
Friedrich von Erdingen († 15. Juni 1396) war Bischof von Chur und von Brixen.
Friedrich von Erdingen stammte vermutlich aus Schwaben und wurde Inhaber der Pfarre Probstdorf in Niederösterreich sowie weiterer Benefizien im Erzbistum Salzburg. Herzog Rudolf der Stifter bemühte sich um ein Kanonikat für Friedrich in Freising. Er wurde schließlich Kanzler von Leopold III. und als solcher am 20. November 1368 durch Papst Urban V. zum Bischof von Chur ernannt. Er war von Chur meist abwesend und übertrug die Verwaltung dem Grafen Rudolf von Montfort-Feldkirch.
1374 bat Erdingen Papst Gregor XI. um die Translation nach Brixen. Da Herzog Albrecht III. jedoch seinem Protonotar Johann von Ehingen das Bistum verleihen wollte, blieb dieses zwei Jahre unbesetzt. Schließlich setzte Herzog Leopold III. durch, dass Erdingen zum Brixner Bischof erwählt wurde, Ehingen folgte ihm als Bischof in Chur. Da Erdingen bis zum Tod Leopolds dessen Kanzler blieb, übertrug er die Leitung des Bistums einem Stellvertreter. Beim Ausbruch des großen Schismas überredete ihn Leopold, auf die Seite von Papst Clemens VII. zu treten; nach dem Tod Leopolds wechselte er auf Drängen von Albrecht III. auf die Seite von Urban VI.
Große Verdienste erwarb sich Erdingen um die Stadt Brixen und um die Verleihung des Stadtrechts von 1380. In seiner Regierungszeit erfolgten auch die gotische Einwölbung des Brixner Domkreuzgangs, die Erweiterung der Liebfrauenkirche sowie Umbauten am Bischofshof.
Im Januar oder Februar 1396 musste Erdingen auf Bedrängen von Herzog Leopold IV. zurücktreten. Er starb kurze Zeit später am 15. Juni, sein Grabstein befindet sich an der Brixner Domfassade.